# Per l'Entesa
Per l'Entesa (Por el acuerdo), también conocido como L'Entesa (El acuerdo), fue una candidatura unitaria por el Senado de España, formada por el Partit Socialista Unificat de Catalunya (PSUC) y el Partido del Trabajo de España (PTE) de cara a las elecciones al Senado de 1979. En las anteriores elecciones el PSUC se había presentado junto al PSOE, PSC-C, ERC y Estat Catalá en la coalición Entesa dels Catalans, dentro de la cual obtuvo 4 senadores afines sobre los 12 totales logrados. 
La coalición finalmente logró un senador por Barcelona en la persona de Josep Benet, del PSUC. Más tarde, en 1980, el PSUC lograría otro senador por designación autonómica, Pere Portabella.